# Helvete (skivbutik)
Helvete var en skivbutik i Oslo som drevs av Øystein Aarseth (Euronymous) mellan 1991 och 1993. Butiken låg på Schweigaards gate 56 och var en samlingsplats för black metal-entusiaster. Många black metal-band hade sitt ursprung i miljön kring Helvete. I skivbutikens källare drev Aarseth sitt eget skivbolag Deathlike Silence Productions.
1993 blev butiken nedlagd efter beskyllningar om djävulsdyrkan och våld. Detta hade sitt ursprung i kyrkbränderna som Øystein Aarseth, Varg Vikernes och Bård Eithun tog på sig. Efter att butiken blivit nedlagd hyrdes den ut till olika verksamheter, bland annat ett bageri och ett café. Genom åren har det kommit black metal-entusiaster från jordens alla hörn för att beskåda de gamla lokalerna, särskilt turister från Italien, men 2013 flyttade skivbutiken Neseblod Records dit för att starta en liknande butik som den Aarseth drev.